# Zeche Vereinigte Tulipan
Die Zeche Vereinigte Tulipan ist ein ehemaliges Steinkohlenbergwerk im Wittener Ortsteil Vormholz. Das Bergwerk ist aus einer Konsolidation mehrerer, bis dahin eigenständiger, Bergwerke entstanden. Es gehörte zum Märkischen Bergamtsbezirk und dort zum Geschworenenrevier Hardenstein.

## Geschichte

### Die Anfänge
Am 3. April und am 26. Juli des Jahres 1827 konsolidierten die Zechen Plato, Tulipan und Neu Tulipan zur Zeche Vereinigte Tulipan. In diesem Jahr waren die Schächte August, Georg und Doris in Betrieb. Noch im selben jahr wurde das Bergwerk vermessen. Im Jahr 1830 waren die Schächte Georg, Emanuel und August in Förderung. Die Schächte Doris und August waren mit einem Göpel ausgerüstet. Im August des Jahres 1832 wurde der Antrieb des Schachtes August umgerüstet von Göpelantrieb auf Dampfhaspel. Im Jahr 1835 war Schacht Emanuel in Betrieb. Im Jahr 1838 wurde der Schacht Amalie abgeteuft. Im Jahr 1840 waren die Versuchsschächte 1, 2 und 3 in Betrieb. Im Jahr 1845 war der Schacht Elise in Betrieb. Etwa um das Jahr 1847 wurde das Bergwerk durch den Bommerbänker Erbstollen gelöst. In den Jahren 1854, 1858 und 1861 war das Bergwerk nachweislich in Betrieb.

### Die letzten Jahre
Im Jahr 1862 konsolidierte die Zeche Vereinigte Tulipan unterhalb der Erbstollensohle des St. Johannes Erbstollens zur Zeche Vereinigte Bommerbänker Tiefbau. Oberhalb der Erbstollensohle blieb das Bergwerk weiterhin eigenständig. Im Jahr 1870 wurden die Grubenwässer der Zeche über ein Abhauen zum St. Johannes Erbstollen geleitet. Grund für diese Maßnahme war das Zubruchgehen des Bommerbänker Erbstollens. Im Jahr 1879 war Schacht Heinrich in Betrieb, der Schacht hatte eine Teufe von 120 Metern. Im Jahr 1880 wurde die Zeche Vereinigte Tulipan stillgelegt. Im Juni des Jahres 1924 wurde die Zeche wieder in Betrieb genommen. Am 18. Oktober wurde der Betrieb der Zeche gestundet, Grund für diese Maßnahme war der Absatzmangel der abgebauten Kohlen. Im darauffolgenden Jahr wurde die Zeche Vereinigte Tulipan erneut stillgelegt. Im Jahr 1937 wurde die Zeche der Zeche Vereinigte Gideon zugeschlagen.

## Förderung und Belegschaft
Die ersten Förderzahlen stammen aus dem Jahr 1830, es wurden rund 3200 Tonnen Steinkohle gefördert. Im Jahr 1835 wurden 3341 Tonnen Steinkohle gefördert. Im Jahr darauf wurden 14.444¾ preußische Tonnen Steinkohle gefördert. Im Jahr 1840 sank die Förderung auf 12.905¼ preußische Tonnen Steinkohle. Im Jahr 1842 wurden 12.560 preußische Tonnen Steinkohle gefördert. Die ersten Belegschaftszahlen sind für das Jahr 1845 bekannt, es arbeiteten in dem Jahr 18 Bergleute auf dem Bergwerk, die Förderung betrug in diesem Jahr 3007 Tonnen. Im Jahr 1855 wurden von 26 Beschäftigten 30.511 preußische Tonnen Steinkohle gefördert. Im Jahr 1865 wurden 7536 Tonnen Steinkohle gefördert. Im Jahr 1867 sank die Förderung auf 4561 Tonnen Steinkohle. Im Jahr 1869 wurden rund 7000 Tonnen Steinkohle gefördert. Im Jahr 1870 wurden 6368 Tonnen Steinkohle gefördert. Im Jahr 1872 wurden von 33 Bergleuten 8692 Tonnen Steinkohle gefördert. Im Jahr 1875 förderten 21 Bergleute 4712 Tonnen Steinkohle. Im Jahr 1878 sank die Belegschaftszahl auf zwölf Beschäftigte, die Förderung betrug 1677 Tonnen Steinkohle. Die letzten Belegschafts- und Förderzahlen sind aus dem Jahr 1924 bekannt, acht Beschäftigte förderten 2250 Tonnen Steinkohle.